# نارا شلپچیان
نارا سورنی شلپچیان (ارمنی: Նարա Սուրենի Շլեպչյան؛ زادهٔ ۲۳ فوریهٔ ۱۹۳۵) مجری تلویزیونی اهل ارمنستان است.

## زندگی‌نامه
وی در ۲۳ فوریه ۱۹۳۵ در ایروان به دنیا آمد و از دانشگاه دولتی زبان‌شناسی ایروان فارغ‌التحصیل گشت. وی برنده جوایزی همچون مدال شجاعت کار (۱۹۶۶) مدال موسس خورناتسی (۲۰۰۱)، شهروند افتخاری ایروان (۲۰۱۷)، هنرمند شایسته ارمنستان شوروی (۱۹۷۲) و هنرمند مردمی ارمنستان شوروی (۱۹۸۶) است.